# Kościół ewangelicko-reformowany w Żychlinie
Kościół ewangelicko-reformowany – świątynia ewangelicka należąca do parafii Ewangelicko-Reformowanej w Żychlinie.
Świątynia została wzniesiona w latach 1821–1822 w stylu klasycystycznym, na planie prostokąta i nakryta jest dachem trójspadowym. Fasadę ozdabia dwukolumnowy portyk podtrzymujący trójkątny tympanon zwieńczony attyką. Wnętrze budowli jest proste i skromne, znajduje się w nim centralnie usytuowana kazalnica, po obu stronach której są umieszczone klasycystyczne epitafia: Melanii Kurnatowskiej i Teodora Pretwicza, a także portrety wyjątkowych dobroczyńców parafii: Adama Bronikowskiego i jego małżonki Joanny Florentyny z Potworowskich Bronikowskiej. Wzdłuż trzech ścian jest poprowadzona drewniana empora. Na niej są umieszczone wystawy czasowe i fotografie przedstawiające ważne wydarzenia z życia parafii. Na elewacji frontowej budowli znajdują się dwa cytaty z Biblii: Niebo i ziemia przeminą, ale słowa moje nie przeminą oraz Oddajcie cześć Panu.